# Meyrals
Meyrals – miejscowość i gmina we Francji, w regionie Nowa Akwitania, w departamencie Dordogne.
Według danych na rok 1990 gminę zamieszkiwało 417 osób, a gęstość zaludnienia wynosiła 23 osób/km² (wśród 2290 gmin Akwitanii Meyrals plasuje się na 777. miejscu pod względem liczby ludności, natomiast pod względem powierzchni na miejscu 608.).